# Francis Hutcheson
Francis Hutcheson (Drumalig, Irlanda del Nord - 8 d'agost de 1694 - † Dublín, 8 d'agost de 1746) va ser un economista i filòsof irlandès. Hutcheson va estudiar a la universitat de Glasgow filosofia, teologia i literatura. El 1729 va arribar a ser professor universitari de Glasgow. La seva filosofia va influenciar en els filòsofs escocesos del segle xviii. És considerat el pare de la Il·lustració escocesa.

## Obres
- Inquiry into the Original of Our Ideas of Beauty and Virtue, 1725
- An Essay on the Nature and Conduct of the Passions and Affections, with Illustrations upon the Moral Sense, 1728
- System of Moral Philosophy, 1755

## Ètica
El pensament de Francis Hutcheson en matèria d'ètica coincideix amb el d'Anthony Ashley Cooper, tercer lord de Shafterbury, quant a incloure l'analogia dibuixada entre bellesa i virtut, les funcions assignades al sentiment moral, la seva posició en favor de la tesi que els sentiments benvolents formen part irreductible i original de la nostra naturalesa, i l'adopció indubtable del principi que la prova de l'acció virtuosa és la seva tendència a promoure el benestar general. Explica Hutcheson que els humans tenim una varietat de sentiments que defineix en el seu: Un assaig sobre la natura i la conducta de les passions, secció 1, com a "qualsevol determinació de les nostres ments per rebre idees independentment de la nostra voluntat, i tenir percepcions de plaer i dolor". No intenta fer una enumeració exhaustiva d'aquests "sentiments" però, en diverses parts de les seves obres, especifica alguns dels sentiments que són comunament reconeguts en filosofia moral:
1. consciència, per la qual, els humans tenim una percepció de nosaltres mateixos i de tot el que succeeix en la nostra ment;
2. el sentiment de bellesa;
3. un sentiment públic, o sentit comú, una determinació a complaure's amb la felicitat dels altres i d'estar incòmode davant de la seva misèria;
4. el sentiment moral de bellesa en accions i afectes, pels quals percebem la virtut o el vici, en nosaltres mateixos o en els altres;
5. un sentiment d'honor, o lloança i culpa, que fa de l'aprovació o gratitud d'altres l'ocasió necessària de plaer, i de la seva antipatia, condemna o ressentiment per greuges fets per nosaltres l'ocasió de la sensació incòmoda anomenada vergonya.
6. un sentiment del ridícul.
L'autor confessa que poden haver-hi altres percepcions distintes a totes aquestes classes i, de fet, no sembla haver límit en el nombre de sentiments en els quals hauria de resultar una divisió psicològica d'aquesta classe. No obstant, de tots aquests sentiments, en el sistema ètic de Hutcheson, és el sentiment moral el que adquireix la part més important, tal com es posa de manifest en el prefaci dels seus dos primers tractats, on traduït al català de la versió original anglesa de wikipedia, Hutcheson diu el següent:
"El seu disseny principal és mostrar que la naturalesa humana no va quedar del tot indiferent en l'afer de la virtut, per formar-se observacions en relació amb l'avantatge o el desavantatge de les accions, i d'acord amb això, regular la seva conducta. La debilitat de la nostra raó, i les vocacions derivades de la malaltia i les necessitats de la nostra natura són tan grans que molt poques persones podrien haver format mai aquestes llargues deduccions de raonament que mostren algunes accions com a globalment avantatjoses a l'agent, i les contràries com a pernicioses. L'Autor de la natura ens ha dotat molt millor per a una conducta virtuosa que el que semblen imaginar els nostres moralistes, amb instruccions gairebé tan ràpides i potents com les que tenim per preservar els nostres cossos. Ell ha fet de la virtut una forma preciosa, per animar-nos en la seva recerca, i ens ha donat afeccions fortes que siguin la font de cada acció virtuosa".
Per Francis Hutcheson, interès propi i benvolença són propensions naturals que estableixen dues classes de finalitats per als humans: el bé privat i el bé públic respectivament. La virtut consisteix a preferir el segon quan entra en conflicte amb el primer. Però el sentiment moral és realment com una tercera propensió natural, la missió de la qual radica en aprovar aquesta preferència en què la virtut consisteix. De fet, per aquest autor, la prova o criteri de l'acció correcta és la tendència a promoure el benestar general de la humanitat. Així, anticipa l'utilitarisme de Jeremy Bentham, no només com a principi general, sinó també en l'ús de la idea de "el bé més gran per al nombre més gran" que ve a ser la consigna de l'utilitarisme.
L'altra doctrina ètica distinta de Francis Hutcheson és allò que s'ha anomenat la "teoria benvolent" de la moral. Thomas Hobbes havia mantingut que totes les altres accions, no obstant disfressades sota l'aparença de simpatia, tenen les seves arrels en l'amor propi. Hutcheson no només manté que la benevolència és la font directa i única de moltes de les nostres accions, sinó que és l'única font d'aquestes accions de les quals, com a reflex, nosaltres aprovem. Consistentment amb aquesta posició, les accions que flueixen de l'amor propi només són moralment indiferents. Però segurament, per consens dels humans civilitzats, la prudència, la temprança, la netedat, la laboriositat, el respecte de si mateix i, en general, les virtuts personals, es consideren correctament com les que encaixen com a objectes d'aprovació moral. Reconeix que, malgrat que l'amor propi no mereix aprovació, tampoc, llevat en les seves formes més extremes, mereix la condemna. De fet, argumenta que els dictats de l'amor propi són una de les condicions necessàries per preservar la societat.
És fàcil traçar la influència de les teories ètiques de Francis Hutcheson sobre el pensament de David Hume i Adam Smith. Aquesta és indubtable en el protagonisme donat per aquests escriptors a l'anàlisi de l'acció i l'aprovació moral amb l'intent per discriminar les respectives províncies de la raó i les emocions en aquests processos. Probablement, a un estudi dels escrits de Anthony Ashley Cooper, tercer lord de Shaftesbury, i de Francis Hutcheson, hauríem d'atribuir, en gran manera, l'adopció inequívoca de l'estàndard utilitari per part de David Hume, i, si aquest és el cas, el nom de Hutcheson connecta, a través de Hume, amb els noms de Joseph Priestley, William Paley i Jeremy Bentham. D'altra banda, cal remarcar que els sermons de Samuel Butler van aparèixer el 1726, l'any posterior a la publicació dels dos primers assajos de Hutcheson, i hi ha paral·lels entre la idea de "consciència" del primer escriptor i la de "sentiment moral" del segon.